# Cameraria palawanensis
Cameraria palawanensis là một loài bướm đêm thuộc họ Gracillariidae. Nó được tìm thấy ở Philippines (Palawan).
Sải cánh dài 3.9-4.1 mm.
Ấu trùng ăn Derris elliptica. Chúng ăn lá nơi chúng làm tổ.Tổ có dạng đốm nằm ở mặt dưới của lá.